# I due gladiatori
I due gladiatori è un film peplum del 1964 diretto da Mario Caiano.

## Trama
Indegno del grande imperatore Marco Aurelio, il giovane e crudele Commodo governa con asprezza Roma. Un fratello, salvato dalle acque del Tevere, controlla una rivolta contro di lui.